# Hydraena corrugis
Hydraena corrugis är en skalbaggsart som beskrevs av Armand D'Orchymont 1934. Hydraena corrugis ingår i släktet Hydraena och familjen vattenbrynsbaggar. Inga underarter finns listade i Catalogue of Life.